# Kina Grannis
Kina Kasuya Grannis (född 4 augusti 1985) är en amerikansk gitarrist, sångerska och låtskrivare. Hon har japanskt, engelskt, irländskt, franskt, tyskt, walesiskt och skotskt påbrå.
Kina Grannis vann Crash The Super Bowl-tävlingen Doritos 2008. Det skrevs om hennes framgång i tävlingen i The Orange Country register och i The Wall Street Journal. Kina Grannis musik kan även höras i filmen Glass City som kom ut 2008.

## Biografi

### Tidigt liv och karriärstart
Kina Grannis växte upp i Mission Viejo, Kalifornien. Hon kom i kontakt med musik tidigt i sitt liv. I grundskolan skrev hon och spelade enkla pianokompositioner i olika lokala tävlingar, hon började också spela fiol i skolorkestern vilket hon fortsatte med genom hela grundskolan. Vid 16 års ålder började hon spela gitarr, något som hon lärde sig spela själv. Gitarren är numera hennes flitigast använda instrument.
Kina Grannis blev 2003 antagen till University of Southern California i Los Angeles. 2005 blev hon utvald av sitt universitet och Thornton School of Music i en tävling att ge ut ett eget album. Albumet, Sincerely, me. släpptes 2005. 2007 tog hon examen i Samhällsvetenskap med inriktning mot Psykologi.

### Solokarriär
Tidigt år 2007 spelade Kina Grannis in låten, "Ours to Keep", skriven av Rachael Lawrence och Deborah Ellen som senare spelades i ett avsnitt av General Hospital. Låten "Ours to keep" har sedan dess återkommit och spelats regelbundet i General Hospital, den spelades även i ett avsnitt av Samurai Girl i september 2008. I juni 2009 kom hennes låtar "Never Never" och "People" att användas i MTV's reality-serie College Life. Hennes låt "Message from your Heart" användes av välgörenhetsorganisationen, sister to sister, som deras signaturmelodi 2009.
Kina Grannis började arbeta på ett nytt album tillsammans med Interscope Records, men meddelade i januari 2009 att hon lämnat skivbolaget för att kunna fortsätta jobba som oberoende artist. Hennes album Stairwells släpptes den 23 februari 2010.
2011 gav hon ut albumet The Living Room Session, en samling covers som hon redan tidigare publicerat på sin YouTube-kanal.
Efter The Living Room Session arbetade Kina i tre år på sitt nästa album, Elements. Albumet innehåller 12 låtar och släpptes 6 maj 2014. Elements (Deluxe version) släpptes samtidigt och innehöll förutom de 12 låtarna från Elements också "Sorry", "Home" och två covers för "Sweater Weather" och "Overgrown". Albumet nådde #2 för Itunes "Singer Songwriter Chart" och #1 för Itunes Canada

### Privatliv
Kina Grannis har två systrar, Misa och Emi Grannis, som båda har varit delaktiga i Kinas YouTube-kanal och medverkat i låten "My Own". Kinas far Gordon är kiropraktor och hennes mor Trish arbetar som grafisk designer. Kina Grannis stödjer engagerat cancerforskning och har spelat på flera insamlingar genom åren. I oktober 2008 deltog hon i maraton i San Francisco för att stödja kampen mot leukemi vilket slutade med att hon samlat in 6 000 US-dollar till olika organisationer. 2014 gick Kina med i organisationen Patreon, en hemsida där man kan donera pengar till skapare inom olika områden. Kina valde att skänka 15% av donationerna hon får till leukemi- och lymfom-insamlingar.

## Diskografi

### Album

#### Sincerely, Me(2006)
1. "Blindly"
2. "Highlighted in Green"
3. "Next Time"
4. "Try"
5. "Another Day"
6. "People"

#### One More in the Attic(2006)
1. "Living in Dreams"
2. "Why Can't I?"
3. "Never Never
4. "Some Days"
5. "What Is Said"
6. "In Theory"
7. "Wandering and Wondering"
8. "Running Away"
9. "Missing You"

#### In Memory of the Singing Bridge(2006)
1. "Walk On"
2. "Down and Gone (the Blue Song)"
3. "Too Soon"
4. "Breathe Honesty"
5. "Don't Cry"
6. "Night"
7. "Memory"
8. "Untitled"

#### Stairwells(2010)
1. "World in Front of Me"
2. "Message From Your Heart"
3. "Gone"
4. "Valentine"
5. "In Your Arms"
6. "It's Love"
7. "The One You Say Goodnight To"
8. "Stars Falling Down"
9. "Heart And Mind"
10. "Without Me"
11. "Delicate"
12. "The Goldfish Song"
13. "Mr. Sun"

(Europeisk utgåva)
1. "Sound of Silence"
2. "Disturbia"
3. "White Winter Hymnal"
4. "Fix You"
5. "Cambridge (Live at Largo)"

#### The Living Room Session(cover album, live) (2011)
1. "Rolling In The Deep"
2. "The Call"
3. "Timshel"
4. "Mishicant"
5. "Use Somebody"
6. "Firework"
7. "Flightless Bird, American Mouth"
8. "Heart of Life"
9. "Just The Way You Are"
10. "Blood Bank"

#### Elements(2014)
1. "Dear River"
2. "The Fire"
3. "My Dear"
4. "Winter"
5. "Oh Father"
6. "Little Worrier"
7. "Throw It Away"
8. "Forever Blue"
9. "Maryanne"
10. "Write It in the Sky"
11. "My Own"
12. "This Far"

(Deluxe-version)
1. "Sorry"
2. "Home"
3. "Sweater Weather" (cover)
4. "Overgrown" (cover)

### Singlar
- "Message From Your Heart" (2008)
- "Valentine" (2011)
- "In Your Arms" (2011)
- "The One You Say Goodnight To" (2012)
- "The Keeper" (2013) (med Marié Digby)
- "Dear River" (2014)
- "The Fire" (2014)
- "All My Life" (2016)
- "Jakarta" (2016)
- "When Will I Learn" (2017)